# Guardando il sole
Chansons représentant la Suisse au Concours Eurovision de la chanson
Quel cœur vas-tu briser ?
(1967) Bonjour, Bonjour
(1969)
Guardando il sole est la chanson représentant la Suisse au Concours Eurovision de la chanson 1968. Elle est interprétée par Gianni Mascolo.
La chanson est la sixième de la soirée, suivant Nous vivrons d'amour interprétée par Chris Baldo et Sophie Garel pour le Luxembourg et précédant À chacun sa chanson interprétée par Line et Willy pour Monaco. À la fin des votes, elle obtient deux points et se classe à la 13e place sur 18 participants.